# Среднее Село (Кингисеппский район)
Сре́днее Село́ — деревня в Пустомержском сельском поселении Кингисеппского района Ленинградской области.

## История
На карте Ингерманландии А. И. Бергенгейма, составленной по шведским материалам 1676 года, обозначена деревня Serednasola.
На шведской «Генеральной карте провинции Ингерманландии» 1704 года — деревня Serodna.
Как деревня Середна она упоминается на «Географическом чертеже Ижорской земли» Адриана Шонбека 1705 года.
На карте Санкт-Петербургской губернии Я. Ф. Шмидта 1770 года обозначена как деревня Средьнее.
На карте Санкт-Петербургской губернии Ф. Ф. Шуберта 1834 года упоминается как деревня Среднее-Село.

СРЕДНЕЕ СЕЛО — деревня принадлежит тайному советнику Блоку, число жителей по ревизии: 45 м. п., 47 ж. п. (1838 год)

Деревня Среднее Село обозначена на карте Ф. Ф. Шуберта 1844 года.

СРЕДНЕЕ СЕЛО — деревня дочери штабс-капитана Блока, 10 вёрст по почтовой, а остальное по просёлочной дороге, число дворов — 10, число душ — 29 м. п. (1856 год)

СРЕДНЕЕ СЕЛО — деревня, число жителей по X-ой ревизии 1857 года: 29 м. п., 40 ж. п., всего 69 чел.

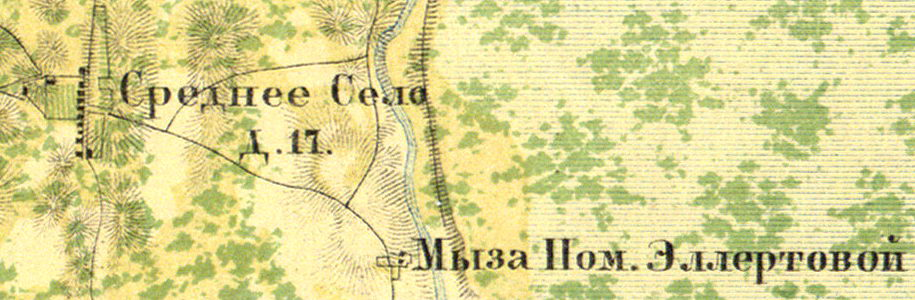
Деревня Среднее Село на карте 1860 года

Согласно «Топографической карте частей Санкт-Петербургской и Выборгской губерний» в 1860 году деревня Среднее Село насчитывала 17 дворов, к юго-востоку от деревни на реке Хревица находилась Мыза помещицы Эллертовой.

СРЕДНЕЕ СЕЛО — деревня владельческая при колодце, по правую сторону реки Луги, число дворов — 12, число жителей: 44 м. п., 48 ж. п.; Часовня православная. (1862 год)

СРЕДНЕЕ СЕЛО — деревня, по земской переписи 1882 года: семей — 15, в них 39 м. п., 38 ж. п., всего 77 чел.

СРЕДНЕЕ СЕЛО — деревня, число хозяйств по земской переписи 1899 года — 17, число жителей: 39 м. п., 53 ж. п., всего 92 чел.;
 разряд крестьян: бывшие владельческие; народность: русская

В конце XIX — начале XX века деревня административно относилась к Ястребинской волости 1-го стана Ямбургского уезда Санкт-Петербургской губернии.
С 1923 по 1927 год деревня Среднее Село входила в состав Среднесельского сельсовета Ястребинской волости Кингисеппского уезда.
Согласно данным переписи населения СССР 1926 года в деревне Село Среднее проживали 97 человек — большинство русские, а также финны и эстонцы.
С февраля 1927 года в составе Кингисеппской волости. С августа 1927 года в составе Кингисеппского района.
По данным 1933 года деревня Среднее Село являлась административным центром Среднесельского сельсовета Кингисеппского района, в который входили 11 населённых пунктов: деревни Верцы, Ветки, Забелье, Киноши, Муравейно, Поречье, Среднее Село, Сягло, Юрка; посёлок Н. Лелинский и хутор Ивановские, общей численностью населения 916 человек.
По данным 1936 года в состав Среднесельского сельсовета входили 13 населённых пунктов, 221 хозяйство и 8 колхозов. Административным центром сельсовета была деревня Ивановское.
В 1939 году население деревни Среднее Село составляло 175 человек.

Деревня Ветки на карте 1940 года

Согласно топографической карте РККА 1940 года деревня насчитывала 16 дворов. В центре деревни находилась школа.
C 1 августа 1941 года по 31 января 1944 года деревня находилась в оккупации.
С 1954 года в составе Пустомержского сельсовета.
В 1958 году население деревни Среднее Село составляло 71 человек.
По данным 1966, 1973 и 1990 годов деревня Среднее Село также находилась в составе Пустомержского сельсовета Кингисеппского района.
В 1997 году в деревне Среднее Село проживали 58 человек, в 2002 году — 51 человек (русские — 88 %), в 2007 году — 61.

## География
Деревня расположена в юго-восточной части района на автодороге 41К-188 (Гостицы — Большая Пустомержа).
Расстояние до административного центра поселения — 9 км.
Расстояние до ближайшей железнодорожной станции Веймарн — 9 км.

## Демография
| 1862 | 2007 | 2010 | 2017 |
| ---- | ---- | ---- | ---- |
| 92   | ↘61  | ↗64  | ↗72  |

### Национальный состав
Согласно данным Всероссийской переписи населения 2021 года в деревне проживали 79 человек, из них:
 русские — 72, грузины — 4, аварцы — 1, армяне — 1, таджики — 1 человек.